# 長崎振興局

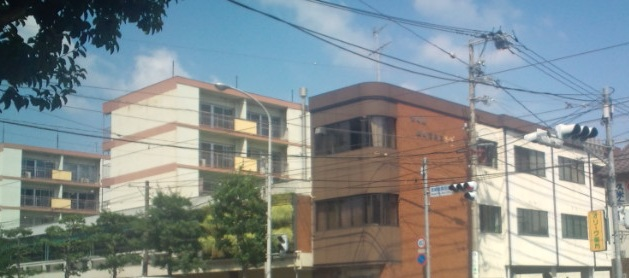
長崎振興局（長崎市大橋町）

長崎県旗

長崎振興局（ながさきしんこうきょく）は、長崎県の長崎市・西彼杵郡地域を管轄する県の出先機関であり、長崎市に置かれている。2009年（平成21年）の組織改編で、新設された機関である。

## 所在地
- 〒852-8134　長崎県長崎市大橋町11-1　旧長崎土木事務所
  - 長崎大学文教キャンパスに隣接している。
    - 地図を表示
      - 部署によっては、住所が異なるものもある。「組織」の項目に（　　）で記す。

## 主所管区
| 長崎地域 県北地域 県央地域 島原地域 | 五島地域 壱岐地域 対馬地域 |

- 長崎市
- 西彼杵郡（時津町・長与町）

長崎県 地域区分図
長崎地域
県北地域
県央地域
島原地域
五島地域
壱岐地域
対馬地域
（濃色が市部、淡色が郡部）

- 部署によっては、所管区がこれに更に加わる場合もある。以下に示す。
  - 農業、林業に関しては県央振興局農林部が所管している。

## 組織
- 管理部
  - 【所管地区】長崎市、西彼杵郡、水産業普及指導センターに関しては橘湾区、西彼海区、大村湾区
    - 総務課
      - パスポート業務は行っていない。

    - 水産業普及指導センター（長崎市多以良町1551-4、北緯32度48分35.3秒 東経129度46分19.5秒）

- 税務部（旧長崎県税事務所、長崎市勝山町22-1、北緯32度45分3.1秒 東経129度52分48.9秒）
  - 【所管地区】長崎市、西彼杵郡
    - 納税課
    - 課税一課
    - 課税二課

- 保健部（西彼保健所）（長崎市滑石1-9-5、北緯32度48分26.8秒 東経129度50分59.9秒）
  - 【所管地区】西彼杵郡、 西海市  （長崎市は除く）[1]
    - 企画調整課
    - 衛生環境課
    - 地域保健課

- 建設部
  - 【所管地区】長崎市、西彼杵郡
    - 管理課
    - 用地第一課
    - 用地第二課
    - 道路建設課
    - 道路維持課
    - 河川防災課
    - ダム室
    - 都市計画課
    - 建築課
    - 長与都市開発事業所（西彼杵郡長与町高田郷294-1、北緯32度48分8.7秒 東経129度51分31.3秒）
    - 神浦ダム管理事務所（長崎市神浦下大中尾町1748-32、北緯32度52分57秒 東経129度42分0.6秒）

- 長崎港湾漁港事務所
  - 【所管地区】長崎市、西彼杵郡[2]
    - 総務課
    - 港営課
    - 港湾課
    - 漁港課

## 沿革

### 統合前

#### 水産改良普及所、水産業普及指導センター
- 1959年（昭和34年）4月 - 沿岸漁業改良普及員任用要領が制定され、長崎県水産改良普及所が発足。
  - 体制 - 水産業改良普及員3名、水産業専門技術員3名
- 1964年（昭和39年）- 長崎県庁内に設置されていた長崎外港開発室が長崎外港開発局として独立。
- 1965年（昭和40年）4月 - 水産業改良普及事業実施要領等が改正。
  - 体制 - 水産業普及員42人、専門技術員2人となる。
- 1971年（昭和46年）4月 - 水産業改良普及員の設置を改め、35箇所を20箇所に集約配置。
- 1972年（昭和47年）4月 - 水産業改良普及員駐在所の設置を改め、20箇所を17箇所に集約配置。
- 1973年（昭和48年）
  - 4月 - 17カ所の水産業改良普及員駐在所を整備統合し、普及所を9箇所（長崎、諌早、佐世保、田平、五島、上五島、壱岐、厳原、美津島）に集約配置、複数制普及活動の実施。
- 1983年（昭和58年）4月 - 諌早水産改良普及所を分割し、島原水産業普及所を設置。
- 1988年（昭和63年）4月 - 大村湾水産指導所を大村湾水産業改良普及所と改称し、同時に長崎・諌早の一部を吸収。
- 1998年（平成10年）4月 - 組織改編。
  - 県内10カ所の水産改良普及所を7カ所（県央、県南、県北、五島、上五島、壱岐、対馬）にし、名称を水産業普及指導センターと改称。
    - 長崎+諫早（大村湾側）+大村 → 県央
    - 諫早（有明海側）+島原 → 県南
    - 佐世保+田平 → 県北
    - 厳原+美津島 → 対馬
- 2009年（平成21年）4月 - 地方機関再編統合により、県央水産業普及指導センターが長崎振興局管理部となる。

#### 長崎県税事務所
- 1949年（昭和24年）4月 - 長崎市のみを管轄する長崎財務事務所（所在地 - 諏訪町23）が設置され、第一及び第二課制となる。
- 1950年（昭和25年）9月 - 長崎財務事務所（所在地 - 馬町30）が3課制（総務課・直税課・間税課）となる。
- 1955年（昭和30年）11月 - 行政機構改革により、長崎財務事務所と西彼杵地方事務所を統合の上、長崎県税事務所に改称。
  - 場所 - 館山町1（県立美術博物館跡地）
  - 体制 - 4課制（総務課、直税課、間税課、徴収課）
  - 所管 - 長崎市及び西彼杵郡
- 1965年（昭和40年）3月 - 現在地（勝山22-1）に新庁舎を建設、移転。
- 1967年（昭和42年）10月 - 次長制を採用し、5課制（総務課、管理課、徴収課、直税課、間税課）となる。
- 1968年（昭和43年）4月 - 組織が拡大され、7課制（総務課、直税課、不動産取得税課、自動車税課、軽油取引税課[疑問点 – ノート]、間税課、納税課）となる。
- 1972年（昭和47年）4月 - 組織改編を行い、6課制（総務課、直税課、不動産取得税課、間税第一課、間税第二課、納税課）となる。
  - 自動車税課が独立し、自動車税事務所となる。
  - 軽油税課を間税第二課に統合。
- 1974年（昭和49年）
  - 4月
    - 直税課と不動産取得税課を統合の上、直税課とし、5課制（総務課、直税課、間税第一課、間税第二課、納税課）となる。
    - 複数制次長制を採用、企画調査員を拡充。
- 1978年（昭和53年）4月 - 自動車税オンラインシステムが稼動。
- 1988年（昭和63年）4月 - 間税第一課と間税第二課を統合して間税課とし、4課制（総務課、直税課、間税課、納税課）となる。
- 1994年（平成6年）
  - 4月
    - 組織改正により、総務係及び管理係を除く全ての「係」を「班」制とする。
    - 県税総合情報管理システムの一次開発分（法人二税、個人事業税、自動車税）が稼動。
- 1996年（平成8年）
  - 4月
    - 県税総合情報管理システム（全税目オンライン・トータルシステム）全面稼動。
    - 直税課を「課税第一課」、間税課を「課税第二課」と名称変更。
- 1997年（平成9年）4月 - 鉱区税の電算化により、全県下の鉱区税の賦課徴収事務を所管。
- 1998年（平成10年）4月 - 組織改正により、管理係が管理班となる。
- 1999年（平成11年）4月 - 自動車税事務所を統合し、5課制（総務課、課税第一課、課税第二課、自動車税課、納税課）となる。複数次長制を採用。
- 2000年（平成12年）4月 - 特別地方消費税の廃止に伴い、課税第一課、課税第二課の事務分掌を変更。
- 2005年（平成17年）
  - 1月 - 市町村合併に伴い、西彼杵郡の香焼町、伊王島町、高島町、野母崎町、三和町、外海町の6町が長崎市に編入され、新しい長崎市となる。
  - 3月 - 市町村合併に伴い、多良見町が諌早県税事務所管轄となる。
  - 4月 - 西彼杵郡の管轄区域のうち、西彼町、西海町、大瀬戸町、大島町、崎戸町が合併し、西海市となる。
- 2006年（平成18年）1月 - 西彼杵郡琴海町が長崎市に編入され、管轄区域は長崎市・西海市・長与町・時津町の2市2町となる。
- 2009年（平成21年）4月 - 地方機関再編により、長崎振興局税務部となる。西海市を県北振興局に移管。
  - 組織 - 3課制（納税課、課税第一課、課税第二課）。
  - 所管 - 1市2町（長崎市、西彼杵郡時津町、長与町）

#### 西彼保健所
長崎保健所
- 1944年（昭和19年）10月 - 長崎市と西彼杵郡1町20村を所管区域として、長崎保健所の業務を開始。
  - 場所 - 長崎市今魚町（現 魚の町3-28）- 逓信省所管簡易保険健康相談所跡。
  - 職員数 - 所長以下10名。
  - 所管 - 長崎市と西彼杵郡1町20村

- 1948年（昭和23年）
  - 4月
    - 西彼杵郡喜々津町、大草村が諌早保健所へ移管され、新たに瀬川、亀岳、村松、大串の5村管轄区域となる。
    - 高島村が町制施行で高島町となり、管轄区域が1市2町24村となる。

  - 6月 - 三重村が瀬戸保健所から移管される。
  - 10月 - 長崎市が保健所を新設分離。

- 1950年（昭和25年）12月 - 長崎保健所に総務課・衛生課が新設。
- 1951年（昭和26年）
  - 2月 - 管轄区域が広く交通不便個所が多いことから、運営上支障をきたすため長浦分室（琴海町）を設置して業務の円滑を図る。
  - 8月 - 長崎県立長崎優生保護相談所を併設する。

- 1955年（昭和30年）
  - 1月 - 深堀村、福田村が長崎市に編入される。
  - 2月
    - 日見村が長崎市に編入され、伊木力が諌早保健所へ移管される。
    - 諌早保健所管内の古賀村、戸石村が矢上村と合併し東長崎町になり、管轄区域となる。

  - 10月 - 西海橋（国道206号）の完成により交通事情が改善されたため、長浦分室を閉鎖する。

- 1956年（昭和31年）3月 - 川瀬村が合併により西海町と改称し、瀬戸保健所へ移管。
- 1960年（昭和35年）5月 - 町村合併により、管轄区域は6町7村116,777人となる。
- 1961年（昭和36年）4月 - 機構改革により、予防課が新設。
  - 体制 - 3課制5係（総務課（総務係）、衛生課（環境衛生係、食品衛生係）、予防課（予防係、保健係））

- 1962年（昭和37年）
  - 1月 - 式見村、茂木村が長崎市に編入される。
  - 9月 - 町村合併により、管轄区域は7町4村、人口121,972人となる。

- 1963年（昭和38年）4月 - 東長崎町が長崎市へ編入される。
- 1965年（昭和40年）9月 - 新庁舎を建設し、移転。
  - 場所 - 長崎市滑石町32-31番地外（現在の西彼保健所の位置）
  - 建物 - 鉄筋コンクリート2階建て延べ762.86㎡、車庫42.45㎡

- 1966年（昭和41年）3月 - 西彼福祉事務所を併設。
- 1967年（昭和42年）3月 - 衛生公害研究所庁舎を3階に増設。
- 1970年（昭和45年）6月 - 時津町元村郷の一部が長崎市に編入される。
- 1972年（昭和47年）4月 - 保健所衛生課の環境衛生係を環境公害係と改称。
- 1973年（昭和48年）3月 - 三重村と時津町横尾地区が長崎市に編入され、管轄区域が9町87,784人となる。
- 1976年（昭和51年）4月 - 住所表示変更により、滑石町一丁目9番5号となる。
- 1992年（平成4年）4月 - 県機構改革により保健所の予防課の名称が保健予防課となる。 保健部・長崎保
- 1993年（平成5年）4月 - 廃棄物適正処理推進指導員が配置。
- 1997年（平成9年）4月 - 大瀬戸保健所と統合され、西彼保健所となる。庁舎は長崎保健所のものを使用。

瀬戸保健所・大瀬戸保健所
- 1947年（昭和22年）8月より設立の準備を開始し、翌月9月より長崎保健所の業務の一部を開始する。
  - 場所 - 現在の西海市大瀬戸町

- 1948年（昭和23年）
  - 11月 - 2町15村を管轄区域とする瀬戸保健所が開設される。

- 1951年（昭和26年）12月 - 西彼杵郡（現 西海市）大瀬戸町瀬戸板浦郷920-3に瀬戸保健所の庁舎が完成する。
- 1956年（昭和31年）3月 - 川瀬村が合併により西海町と改称し、瀬戸保健所の管轄区域となる。
- 1962年（昭和37年）1月 - 大瀬戸保健所と改称。
  - 管轄区域 - 5町（西海町、大島町、崎戸町、大瀬戸町、外海町）

- 1965年（昭和40年）4月 - 大島町間瀬の大島公民館に大島分室を開所。
- 1971年（昭和46年）3月 - 大島分室を廃止。
- 1963年（昭和48年）3月 - 大瀬戸町瀬戸樫浦郷2278-1に庁舎を新築し、移転。
- 1997年（平成9年）4月 - 長崎保健所と統合され、西彼保健所となる。庁舎は長崎保健所のものを使用。

西彼保健所
- 1997年（平成9年）4月 - 地域保健法の全面施行に伴う県立保健所を再編。
  - 長崎保健所と大瀬戸保健所が統合され、西彼保健所となる。
    - 管轄区域 - 西彼杵郡14町（多良見町は除く）
    - 組織 - 3課1係7班体制
      - 総務課（総務係・企画情報班）
      - 衛生環境課（衛生薬務班、環境保全班）
      - 地域保健課（健康増進班、精神保健福祉班、予防班）

- 2004年（平成16年）4月 - 保健と福祉の連携を図る機構改革により、3課4班体制となる。
  - 総務企画課
  - 衛生環境課（食品薬務班、環境保全班）
  - 地域保健課（健康対策班、健康福祉班）

- 2005年（平成17年）
  - 1月 - 管内6町（香焼町、伊王島町、高島町、野母崎町、三和町、外海町）が長崎市編入合併し、管轄区域は8町となる。
  - 4月 - 管内北部5町（西彼町、西海町、大島町、崎戸町、大瀬戸町）が合併して「西海市」となり、管轄区域は1市3町（西海市、西彼杵郡時津町、長与町、琴海町）となる。

- 2006年（平成18年）1月 - 西彼杵郡琴海町が長崎市に編入合併となり、管轄区域が1市2町（西海市、西彼杵郡時津町、長与町）となる。
- 2009年（平成21年）4月 - 地方機関再編により、長崎振興局保健部（西彼保健所）となる。
  - 組織 - 3課制（企画調整課、衛生環境課、地域保健課）

#### 長崎土木事務所・大瀬戸土木事務所
長崎土木事務所
- 1947年（昭和22年）8月 - 地方自治法の制定に伴い、長崎土木出張所を設置。
- 1956年（昭和31年）- 大幅な組織改編に伴い、庶務課、工務第一課、工務第二課を設置。
- 1966年（昭和41年）4月 - 神浦（こうのうら）ダム建設工事事務所を設置。（監理課直属）
- 1970年（昭和45年）4月 - 神浦ダムの完成により、神浦ダム「建設工事」事務所を神浦ダム「管理」事務所に改組。
- 1975年（昭和50年）4月 - 地域開発を伴う水資源の開発促進のためダム建設室を設置。
- 1976年（昭和51年）4月 - 時津都市開発事業所を設置。 
  - 目的 - 戦災復興都市計画事業に引き続き、時津地域の都市開発事業を計画的に進めるため。

- 1981年（昭和56年）4月 - 管理行政の充実促進を図るため、土木機関で初めて管理部門を分離し、管理課を設置。
- 1982年（昭和57年）
  - 10月 - 長崎土木事務所、災害復興対策室を設置。
    - 目的 - 同年7月23日夕刻から深夜にかけて長崎市を中心に周辺市町を襲った集中豪雨による大水害の早期復旧を図るため。

- 1988年（昭和63年）- 災害関係事業が終了し、災害復興対策室を廃止。
- 1989年（平成元年）4月 - 道路事業の拡大及び道路行政の多様化に対処するため、道路課を道路建設課と道路維持課に分離。
- 1991年（平成3年）4月 - 長崎市への県営失業対策事業の移管に伴い、長崎対策事業所を廃止。
- 1993年（平成5年）4月
  - 用地取得業務量の増大により事業を効率的に執行するため、用地課を用地第一課と用地第二課に分離。
  - 長与町の土地区画整理事業の本格化に伴い、増大する事業に対処するため、時津都市開発事業所を時津都市開発事業所と長与都市開発事業所に分離。

- 1995年（平成7年）4月 - 九州横断自動車道の延伸に伴い、アクセス道路等事業の促進を図るため道路建設課幹線道路班が分離独立し、出島バイパス建設事務所を新設。
- 1999年（平成11年）3月 - 時津中央土地区画整理事業の受託業務終了に伴い、時津都市開発事業所を廃止。
- 2004年（平成16年）4月 - 組織の再編統合。
  - 出納係を廃止。
  - 港湾漁港部門を臨海開発局に集約し、長崎土木事務所の内部組織として長崎港湾漁港事務所に改組。
  - 中島川広域基幹河川改修の本格的な工事着手に伴い、中島川整備班を新設。
  - 河港課を河川防災課に改称。

- 2005年（平成17年）4月 - 長崎市と周辺6町（香焼町、伊王島町、高島町、野母崎町、三和町、外海町）の合併に伴い、神浦ダム管理事務所が大瀬戸土木事務所から移管。
- 2007年（平成19年）4月 - 建築関係業務を大瀬戸土木事務所から移管。
- 2008年（平成20年）
  - 4月
    - ダム建設室をダム室へ改称。
    - ダムの維持、管理を河川防災課所管からダム室へ移管。

- 2009年（平成21年）4月 - 地方機関再編により、長崎土木事務所は長崎振興局建設部となる。
  - 総務、経理の管理部門は分離の上、長崎振興局管理部となる。
  - 長崎港湾漁港事務所は分離の上、長崎振興局長崎港湾漁港事務所となる。

大瀬戸土木事務所
- 1961年（昭和36年）4月 - 長崎土木事務所大瀬戸支所を設置。
- 1967年（昭和42年）4月 - 大瀬戸支所に支所長を配置。
- 1973年（昭和48年）4月 - 長崎土木事務所大瀬戸支所が大瀬戸土木事務所に昇格。
- 1975年（昭和50年）
  - 4月
    - 神浦ダム管理事務所が監理課直属から大瀬戸土木事務所に組織編入。
    - 雪浦（ゆきのうら）ダム建設工事事務所をダム建設室に名称変更。

- 1977年（昭和52年）4月 - ダム建設室を雪浦ダム管理事務所に名称変更。
- 1979年（昭和54年）4月 - 道路建設係を建設第一係と建設第二係に組織変更。
- 1983年（昭和58年）4月 - 現在地に移転。
- 1984年（昭和59年）4月 - 河港課ダム建設係を増設。
- 1992年（平成4年）
  - 4月
    - 大島大橋建設課を配置。
    - 道路課建設第一係と建設第二係を建設改良班に組織変更。
    - 河港課港湾漁港係を港湾漁港班に名称変更。

- 1994年（平成6年）4月
  - 道路課維持補修係を維持舗装班に組織変更。
  - 総務係、経理係を除き、現行の「係」を「班」に変更。

- 1997年（平成9年）4月 - 大島大橋建設課を廃止。
- 1998年（平成10年）4月 - 道路整備員を道路監視員に改称。
- 2005年（平成17年）4月 - 同年1月に外海町が長崎市に編入されたことに伴い、神浦ダム管理事務所を長崎土木事務所に移管。
- 2006年（平成18年）4月 - 建築班（2名体制）を建築担当専門幹（1名）に組織変更。
- 2007年（平成19年）4月 - 建築士の配置を廃止し、建築関係業務を長崎土木事務所へ移管。
- 2009年（平成21年）4月 - 地方機関再編により、県北振興局建設部となる。

長崎港湾漁港事務所
- 1951年（昭和26年） - 長崎港湾事務所が発足。
- 1952年（昭和27年）- 長崎港湾修築事務所に改称。
- 1955年（昭和30年）- 長崎漁港事務所に改組。
- 1966年（昭和41年）- 長崎港開発総局に改組。
- 1967年（昭和42年）- 長崎港務事務所が長崎開発総局に統合。
- 1972年（昭和47年）- 臨海開発局に改組。部制を導入。
- 2004年（平成16年）
  - 3月 - 臨海開発局を長崎市国分町へ移転。
  - 4月 - 港湾漁港部門を臨海開発局に集約し、長崎土木事務所の内部組織として長崎港湾漁港事務所に改組。

### 長崎振興局（統合後）
- 2009年（平成21年）-長崎県の組織編成により、長崎土木事務所に長崎振興局が新設。
  - 長崎県税事務所　→ 税務部
  - 西彼保健所 →保健部
  - 県央水産業普及指導センター →管理部[10]
  - 長崎土木事務所→ 建設部
- 2010年（平成22年）
  - 4月
    - 建設部 都市計画課の計画・建設班と街路班を統合し、計画・建設班とし1班体制とする。
    - 建設部 河川防災課の中島川整備班を廃止し、河川班へ統合。

## 関連事項
- 長崎県庁
- 県内の他の振興局
  - 島原振興局
  - 県央振興局
  - 県北振興局
  - 五島振興局
  - 壱岐振興局
  - 対馬振興局